# Кочиев, Егор Эрихович
Его́р Э́рихович Ко́чиев (род. 2 апреля 1969, с. Демидов, Вышгородский район, Киевская область, Украинская ССР, СССР) — общественный и государственный деятель Приднестровской Молдавской Республики и Южной Осетии. Глава Официального представительства Приднестровской Молдавской Республики в Республике Южная Осетия с 17 сентября 2013 по 8 ноября 2018. Полковник милиции (2011). Чрезвычайный и полномочный посланник II класса (2016).

## Биография
Родился 2 апреля 1969 в селе Демидов Вышгородского района Киевской области Украинской ССР. 
С июня 1987 по май 1989 проходил срочную службу в рядах Советской армии. Имеет гражданство Приднестровской Молдавской Республики, России и Южной Осетии.

### Образование
В 1986 окончил среднюю школу № 6 Цхинвала.
В 2005 окончил Юго-Осетинский государственный университет имени А. А. Тибилова.

### Трудовая деятельность
С февраля 1992 по 1995 — проходил службу в ОМОН МВД Южной Осетии.
С 1995 по август 2013 — начальник отдела связи МВД Республики Южная Осетия.
Долгое время был заместителем председателя Союза российских граждан Южной Осетии. С 2004 — занимается преподавательской деятельностью в Цхинвальской средней школе «Альбион», где преподает «Основы безопасности жизнедеятельности». В 2006 занимался паспортизацией населения Южной Осетии по специальному заданию руководства республики.
В 2011 указом Президента Южной Осетии присвоено специальное звание «полковник милиции».
С 17 сентября 2013 по 8 ноября 2018 — глава Официального представительства Приднестровской Молдавской Республики в Республике Южная Осетия. Назначен указом Президента Приднестровской Молдавской Республики и в тот же день получил гражданство Приднестровской Молдавской Республики. 14 октября этого же года Егор Кочиев был представлен Президенту Приднестровья Евгению Шевчуку и коллективу МИД ПМР.
С 6 марта 2018 — заместителем полномочного представителя Президента Южной Осетии по вопросам постконфликтного урегулирования.

## Дипломатический ранг
- Чрезвычайный и полномочный посланник II класса (14 октября 2016)[12]
- Чрезвычайный и полномочный посланник I класса (4 марта 2019)[13]

## Семья
Женат, воспитывает двух дочерей и сына.

## Награды и звания
- Орден Почета (Южная Осетия)
- Медаль «20 лет ОМОН МВД Республики Южная Осетия»
- Медали II и III степени за отличие в службе в МВД[14]
- Высшее квалификационное звание «1 класс-наставник»